# Wolfgang Barsch
Wolfgang Barsch (* 1946) ist ein deutscher Geologe. 

## Leben und Wirken
Barsch absolvierte ein Geologiestudium und war danach in der Bohrerkundung bei der SDAG Wismut tätig. Anschließend arbeitete er lange Zeit in der Analysengruppe der Bergsicherung Dresden. Später übernahm er die Leitung des Bergbaumuseums „Pochwäsche“ in Altenberg, danach war er bis zum Eintritt in seinen Ruhestand Leiter des Besucherbergwerks Vereinigt Zwitterfeld in Zinnwald-Georgenfeld.
Er ist Autor zahlreicher Publikationen zur Geschichte des erzgebirgischen Bergbaus mit Fokus auf die Region um Altenberg und Geising. 
Barsch lebt in Geising.

## Schriften (Auswahl)
- (mit Horst Giegling und Werner Stöckel) Geising und seine Bergbau-Schauanlage Silberstollen: Mit Betrachtungen zur Geologie und Geschichte des Montanwesens im Osterzgebirge, 1. A. Geising 1978; 2. A. Geising 1983, DNB 209451718; 3. A. Geising 1989, DNB 901382264
- (mit Rainer Sennewald) Bergbau, Aufbereitung und Schmelzwesen in der Grundherrschaft Lauenstein unter dem Bergmeister Friedrich Gottlieb Richter (1. Hälfte 18. Jh.), (= Schriftenreihe Akten und Berichte vom sächsischen Bergbau, Heft 13), Kugler, Kleinvoigtsdorf 1998, DNB 955632412
- (mit Lothar Riedel) Carl Christian Loose (1777–1853): Lebensbilder eines Bergmanns (= Schriftenreihe Akten und Berichte vom sächsischen Bergbau, Heft 46), Kugler, Kleinvoigtsdorf 2006, DNB 980290414
- (mit Rainer Sennewald, Roland Symmangk) Der Bericht des Johann Jacob Heinrich Weiß über den Altenberger Zinnbergbau aus dem Jahre 1792: Zur Ausbildung und Berufslaufbahn des Oberhüttenverwalters Johann Jacob Heinrich Weiß (1769–1824) (= Schriftenreihe Akten und Berichte vom sächsischen Bergbau, Heft 49), Kugler, Kleinvoigtsdorf 2008, DNB 988071320.
- (mit Rainer Sennewald) Montanregion Erzgebirge: Eine faszinierende Fotodokumentation aus den Jahren 1906 bis 1944 von Markscheider Dr. Paul Schulz, Bildverlag Böttger, Witzschdorf 2016, ISBN 978-3-937496-76-4.